# Behindertentauchen
Behindertentauchen ist das Sporttauchen behinderter Menschen, die trotz Behinderung Tauchen lernen und weltweit anerkannte Qualifikationen erwerben können.

Logo der Handicapped Scuba Association

Die Ausbildungsanforderungen sind gegenüber den Nichtbehinderten keineswegs verringert, sondern eher erhöht. Denn trotz möglicherweise eingeschränkter Fähigkeiten des Tauchschülers ist der gleiche Sicherheitsstandard wie bei einem nicht behinderten Gerätetaucher einzuhalten. Der betroffene Schüler muss also zum Teil andere, schwierigere Techniken erlernen, um sicher tauchen zu können. Jede Ausbildung eines behinderten Sporttauchers wird dadurch individuell.
Teil des Sicherheitskonzeptes ist die korrekte Einstufung des behinderten Sporttauchers. Es gibt Taucher, die im Notfall sich selbst und dem Tauchpartner helfen können, solche, die nur sich selbst helfen können und solche, die sich im Notfall nicht selbst helfen können. Davon hängt insbesondere die erforderliche Zahl und Qualifikation der Tauchbegleiter ab.

## Handicapped Scuba Association
Die Richtlinien für die Tauchausbildung mit Behinderten, wurden weltweit maßgeblich von der nicht gewinnorientierten Tauchorganisation Handicapped Scuba Association (HSA) definiert, standardisiert und weiterentwickelt. Es bestehen in vielen Ländern lokale HSA-Verbände und -Vereine.
SchnuppertauchenHSA bietet für interessierte behinderte Menschen Schnuppertauchen an. Dabei können sie unverbindlich das Tauchen erleben. Wie dieses Schnuppertauchen durchgeführt wird, wird spontan an die individuellen Möglichkeiten des Interessierten angepasst.
HSA-TaucherKörperlich beeinträchtigte Taucher können den HSA Open Water Diver-Kurs (HSA OWD) absolvieren. Sie sind danach berechtigt zusammen mit einem oder mehreren nicht behinderten Buddies, die eine HSA Dive Buddy-Ausbildung absolviert haben, im Freiwasser zu tauchen. Die Umsetzung der Lerninhalte des HSA OWD werden individuell den Möglichkeiten des Tauchers angepasst. So benötigen z. B. ein Para- und Tetraplegiker deutlich mehr Unterstützung als Sehbehinderter oder Gehörloser. HSA ermöglicht es behinderten Menschen, neben der Grundtauchausbildung auch Spezialkurse und Tauchausbildungen für Fortgeschrittene zu absolvieren. Dazu zählt unter anderem der HSA Advanced Open Water Diver- (HSA AOWD) ein Nitrox ProNRC-Kurs.
HSA Dive BuddyDer HSA Dive Buddy-Kurs dient dazu erfahrene, nicht behinderte Taucher für das Tauchen zusammen mit HSA-Tauchern vorzubereiten. Diese Ausbildung baut auf der Selbsterfahrung der Teilnehmer auf. Jeder Absolvent simuliert bestimmte Formen der Behinderung während den Schulungstauchgängen. Zudem wird die Flexibilität und Kreativität der Teilnehmer herausgefordert, weil es, anders als in den Ausbildungen anderer Tauchorganisationen, keine immer anwendbaren Lösungen gibt.
HSA InstruktorTauchlehrer und Dive Leader (Divemaster) können in einem HSA Instruktor-Kurs die Ausbildung von HSA-Tauchern und Dive Buddies erlernen. Der HSA Instruktor baut direkt auf dem HSA Dive Buddy-Kurs auf.